# 다마노 준
다마노 준(일본어: 玉乃 淳, 1984년 5월 19일 ~ )는 일본의 전 축구 선수이다.

## 구단 경력
과거 도쿄 베르디, 도쿠시마 보르티스, 요코하마 FC, 더스파 구사쓰에서 활동하였다.